# Мікі (фільм, 1918)
Міккі (англ. Mickey) — американська кінокомедія Ф. Річарда Джонса 1918 року з Мейбл Норманд в головній ролі.

## Сюжет
Міккі з дитинства живе під опікою друга свого померлого батька в шахтарському будиночку на дикому заході. Коли Міккі виросла, опікун відправив її в місто до тітки, щоб та навчила її, "як повинна себе вести справжня леді". Міккі дісталася у спадок золотоносна шахта, але вона не приносить прибутку. Дізнавшись про це, тітка призначає Міккі служницею. Не дивлячись на це Міккі відбиває нареченого, теж власника шахти, у рідної дочки тітки.

## У ролях
- Мейбл Норманд — Міккі
- Джордж Ніколс — Джо Медовс
- Вілер Окман — Герберт Торнхілл
- Мінта Дарфі — Елсі Дрейк
- Лаура Ла Варна — місіс Джеффрі Дрейк
- Лью Коуді — Реджі Дрейк
- Том Кеннеді — Том Роулингс
- Мінні Деверо — Мінні
- Джо Бордо — водій
- Вільям Колвін — дворецький
- Едгар Кеннеді — букмекер
- Єва Тетчер — кухар